# Luis Ángel Salazar
Luis Ángel Salazar Cuesta (Quibdó, Colombia, 10 de agosto de 1994) es un futbolista colombiano. Juega como defensa y actualmente milita en el América-RN de la serie D del Brasilero.